# محمود الشهال
محمود بن عبد الله الشهال الطرابلسي (1252 / 1325 هـ - 1836 / 1907م) شاعر. وُلد وتعلم في طرابلس. كان حسن الصوت، وماهرًا في تلحين القصائد.

## حياته
ذكر إميل يعقوب في كتابه «معجم الشعراء منذ عصر النهضة»: «وُلد في طرابلس، وتعلم فيها. دخل وطائف الدولة، فعين مديرًا لميناء طرابلس، وعضوًا في مجلس بلديتها، ورئاسة كتاب مجلس الحقوق. كان ذا صوت حسن، ماهرًا في تلحسن القصائد، ونظم الموشحات، توفي في طرابلس».
وترجم له الزركلي في «الأعلام» وقال: «محمود بن عبد الله الشهال: شاعر. من أهل طرابلس الشام. عين في وظائف آخرها رئاسة كتّاب مجلس الحقوق. كان حسن الصوت، ماهرا في (تلحين) القصائد، يحسن نظم الموشحات.».
وجاء في «معجم البابطين»: «ولد في مدينة طرابلس (الشام)، وفيها توفي. قضى حياته في لبنان. تلقى تعليمه عن شيوخ عصره في طرابلس. شغل عددًا من المناصب الإدارية: موظفًا في الحكومة العثمانية، ومديرًا لميناء طرابلس، ثم عين عضوًا في مجلس البلدية مدة طويلة. عين رئيسًا لكتاب مجلس الحقوق، كما شغل وظائف إدارية أخرى.
كان شغوفًا بالموسيقا وتلحين القصائد والموشحات للمطربين، كما كان حسن الصوت.».

## شعره
جاء في «معجم البابطين» عن شعره: «شاعر مناسبات قاربت قصائده معظم الأغراض التقليدية من استغاثة إلهية وتوسل نبوي، ومديح للأنبياء محمد وإبراهيم الخليل عليهما السلام ورثاء ومدح ووصف وتهنئة، كما نظم في التقريظ والألغاز والتاريخ الشعري. تميزت قصائده بكثرة استخدام الصور البيانية، وحسن انتقاء اللفظ ودقة العبارة وقوتها، نظم القصيدة، والمقطوعة، كما نظم الموشحة.».
وله قصائد نشرت في كتاب «علماء طرابلس وشعراؤها».

## مؤلفاته
- «عقد اللآل من نظم الشهال».[5]